# FK Niżyn
FK Niżyn (ukr. Футбольний клуб «Ніжин», Futbolnyj Kłub "Niżyn") – ukraiński klub piłkarski z siedzibą w Niżynie, w obwodzie czernihowskim.

## Historia
Chronologia nazw:
- 19??—1998: Krystał Niżyn (ukr. «Кристал» Ніжин)
- 1998—...: FK Niżyn (ukr. ФК «Ніжин»)

Drużyna piłkarska Krystał Niżyn została założona w mieście Niżyn w XX wieku. Zespół występował w rozgrywkach mistrzostw i Pucharu obwodu czernihowskiego.
W 1998 klub zmienił nazwę na FK Niżyn, a w 1999 debiutował w rozgrywkach Amatorskiej Lihi, w której zajął trzecie miejsce w 2 grupie. W następnym sezonie zajął najpierw drugie miejsce w 4 grupie, dalej pierwsze w 10 grupie i na koniec w turnieju finałowym zdobył wicemistrzostwo Amatorskiej Lihi. W 2001 zajął w drugim etapie trzecie miejsce w 2 grupie, w 2002 w drugim etapie - pierwsze miejsce w 2 grupie, ale potem zrezygnował z turnieju finałowego. W 2003 był trzeci w 3 grupie, a w 2004 ponownie po zajęciu pierwszego miejsca w 2 grupie w drugim etapie zrezygnował potem z turnieju finałowego. W 2005 po zajęciu pierwszego miejsca w grupie A, zrezygnował z drugiego etapu. W 2006 i 2007 drużyna występowała w rozgrywkach Amatorskiego Pucharu.
Obecnie kontynuuje występy w rozgrywkach Mistrzostw i Pucharu obwodu.

## Sukcesy
- Amatorska Liha:

2. miejsce: 2000
- Amatorski Puchar Ukrainy:

1/4 finału: 2006, 2007